# Станция (квартал в Кючюкчекмедже)
„Станция“ (на турски: İstasyon) е квартал на Истанбул, разположен в градска околия Кючюкчекмедже. Общата му площ е 3,1 км2. Според данни на Адресната система за регистриране на населението (ABPRS) към 2023 г. населението на „Станция“ е 42 508 жители. В квартала е разположена жп гара Халкалъ.